# A-League 2011/2012
A-League 2011/12 var 2011/2012 års säsong av A-League som bestod av 10 lag. Detta var den sjunde säsongen med A-League som den gemensamma proffsligan i fotboll för Australien och Nya Zeeland. Grundserien vanns av Central Coast Mariners medan slutspelet vanns av Brisbane Roar.

## Lag, städer och arenor
| Lag                    | Delstat           | Ort        | Arena                    | Kapacitet |
| ---------------------- | ----------------- | ---------- | ------------------------ | --------- |
| Adelaide United        | South Australia   | Adelaide   | Hindmarsh Stadium        | 17 000    |
| Brisbane Roar          | Queensland        | Brisbane   | Suncorp Stadium          | 52 500    |
| Central Coast Mariners | New South Wales   | Gosford    | Bluetongue Stadium       | 20 119    |
| Gold Coast United      | Queensland        | Gold Coast | Skilled Park             | 27 400    |
| Melbourne Heart        | Victoria          | Melbourne  | AAMI Park                | 30 050    |
| Melbourne Victory      | Victoria          | Melbourne  | AAMI Park                | 30 050    |
| Melbourne Victory      | Victoria          | Melbourne  | Etihad Stadium           | 55 000    |
| Newcastle United Jets  | New South Wales   | Newcastle  | Energy Australia Stadium | 26 164    |
| Perth Glory            | Western Australia | Perth      | NIB Stadium              | 20 500    |
| Sydney                 | New South Wales   | Sydney     | Sydney Football Stadium  | 45 500    |
| Wellington Phoenix     | i.u.              | Wellington | Westpac Stadium          | 36 000    |

## Grundserien

### Poängtabell
| Nr | Lag                    | S  | V  | O  | F  | GM | IM | MS  | P  |
| -- | ---------------------- | -- | -- | -- | -- | -- | -- | --- | -- |
| 1  | Central Coast Mariners | 27 | 15 | 6  | 6  | 40 | 24 | +16 | 51 |
| 2  | Brisbane Roar (RM)     | 27 | 14 | 7  | 6  | 50 | 28 | +22 | 49 |
| 3  | Perth Glory            | 27 | 13 | 4  | 10 | 40 | 35 | +5  | 43 |
| 4  | Wellington Phoenix     | 27 | 12 | 4  | 11 | 34 | 32 | +2  | 40 |
| 5  | Sydney                 | 27 | 10 | 8  | 9  | 37 | 42 | −5  | 38 |
| 6  | Melbourne Heart        | 27 | 9  | 10 | 8  | 35 | 34 | +1  | 37 |
| 7  | Newcastle United Jets  | 27 | 10 | 5  | 12 | 38 | 41 | −3  | 35 |
| 8  | Melbourne Victory      | 27 | 6  | 11 | 10 | 35 | 43 | −8  | 29 |
| 9  | Adelaide United        | 27 | 5  | 10 | 12 | 26 | 44 | −18 | 25 |
| 10 | Gold Coast United      | 27 | 4  | 9  | 14 | 30 | 42 | −12 | 21 |

### Resultattabell
| Hemma \ Borta          | ADE | BRI | CCM | GCU | MHT | MVC | NEW | PER | SYD | WEL | ADE | BRI | CCM | GCU | MHT | MVC | NEW | PER | SYD | WEL |
| ---------------------- | --- | --- | --- | --- | --- | --- | --- | --- | --- | --- | --- | --- | --- | --- | --- | --- | --- | --- | --- | --- |
| Adelaide United        |     | 1–1 | 0–4 | 0–3 | 1–1 | 1–0 | 0–0 | 0–3 | 1–2 | 2–0 |     |     |     |     | 1–1 |     | 1–1 | 0–2 | 1–2 | 1–2 |
| Brisbane Roar          | 7–1 |     | 1–0 | 3–0 | 1–2 | 3–1 | 0–1 | 4–0 | 2–1 | 1–1 | 1–1 |     | 1–2 |     |     | 1–1 | 3–2 |     |     |     |
| Central Coast Mariners | 3–2 | 0–2 |     | 1–1 | 3–1 | 0–0 | 2–0 | 2–1 | 1–1 | 2–0 | 1–0 |     |     | 0–0 |     | 2–0 | 1–1 |     |     |     |
| Gold Coast United      | 1–2 | 1–0 | 3–3 |     | 1–2 | 1–1 | 3–1 | 3–0 | 0–0 | 1–1 | 1–2 | 1–2 |     |     | 1–1 |     |     |     |     | 0–1 |
| Melbourne Heart        | 1–3 | 1–1 | 0–1 | 1–0 |     | 3–2 | 3–0 | 1–2 | 1–1 | 1–0 |     |     | 1–0 |     |     | 0–1 |     | 1–2 | 2–2 | 1–1 |
| Melbourne Victory      | 1–1 | 2–2 | 2–1 | 3–2 | 0–0 |     | 2–1 | 2–2 | 0–0 | 3–1 | 1–1 |     |     | 1–1 |     |     | 1–3 |     | 2–2 | 3–0 |
| Newcastle United Jets  | 1–0 | 1–2 | 1–0 | 3–2 | 3–2 | 3–1 |     | 2–0 | 1–2 | 0–1 |     | 1–2 |     | 1–1 | 3–0 |     |     | 1–1 |     |     |
| Perth Glory            | 1–0 | 3–3 | 1–3 | 2–0 | 1–2 | 4–1 | 2–0 |     | 0–1 | 1–0 |     | 0–3 | 1–0 | 4–0 |     | 4–2 |     |     |     |     |
| Sydney                 | 2–2 | 0–2 | 2–3 | 3–2 | 0–4 | 1–0 | 2–5 | 1–1 |     | 0–1 |     | 2–0 | 0–1 | 2–1 |     |     | 3–2 | 2–1 |     |     |
| Wellington Phoenix     | 1–1 | 2–0 | 1–2 | 2–0 | 3–1 | 1–2 | 2–0 | 1–0 | 2–1 |     |     | 0–2 | 1–2 |     |     |     | 5–2 | 0–1 | 4–2 |     |

## Slutspel

### Slutspelsträd
|  | Semifinalomgång 1 | Semifinalomgång 1      | Semifinalomgång 1 |   |   | Semifinalomgång 2      | Semifinalomgång 2 |  |  | Inledande final        | Inledande final |  |  | Final         | Final |
|  |                   | 31 mars                |                   |   |   | 8 april                |                   |  |  |                        |                 |  |  | 22 april 2012 |       |
|  | 2                 | Brisbane Roar          | 2                 | — | — | Central Coast Mariners | 2                 |  |  |                        |                 |  |  | Brisbane Roar | 2     |
|  | 1                 | Central Coast Mariners | 0                 | — | — | Brisbane Roar          | 3                 |  |  |                        |                 |  |  | Perth Glory   | 1     |
|  |                   |                        |                   |   |   |                        |                   |  |  | 14 april               |                 |  |  |               |       |
|  |                   | 1 april                |                   |   |   |                        |                   |  |  | Central Coast Mariners | 1 (3)           |  |  |               |       |
|  | 3                 | Perth Glory            | 3                 |   |   |                        |                   |  |  | Perth Glory (str.)     | 1 (5)           |  |  |               |       |
|  | 6                 | Melbourne Heart        | 0                 |   |   | 7 april                |                   |  |  |                        |                 |  |  |               |       |
|  |                   |                        |                   |   |   | Perth Glory (e.f.)     | 3                 |  |  |                        |                 |  |  |               |       |
|  |                   | 30 mars                |                   |   |   | Wellington Phoenix     | 2                 |  |  |                        |                 |  |  |               |       |
|  | 4                 | Wellington Phoenix     | 3                 |   |   |                        |                   |  |  |                        |                 |  |  |               |       |
|  | 5                 | Sydney                 | 2                 |   |   |                        |                   |  |  |                        |                 |  |  |               |       |

### Semifinaler
Major
|              | 31 mars 2012 | Brisbane Roar                               | 2 – 0           | Central Coast Mariners | Suncorp Stadium                                              |                                                              |
| 16:30 UTC+10 | 16:30 UTC+10 | Henrique Andrade Silva 9′ Erik Paartalu 86′ | (1 – 0) Rapport |                        | Brisbane, Queensland Publik: 15 081 Domare: Strebre Delovski | Brisbane, Queensland Publik: 15 081 Domare: Strebre Delovski |
| 16:30 UTC+10 | 16:30 UTC+10 |                                             |                 |                        | Brisbane, Queensland Publik: 15 081 Domare: Strebre Delovski | Brisbane, Queensland Publik: 15 081 Domare: Strebre Delovski |
| 16:30 UTC+10 | 16:30 UTC+10 |                                             |                 |                        | Brisbane, Queensland Publik: 15 081 Domare: Strebre Delovski | Brisbane, Queensland Publik: 15 081 Domare: Strebre Delovski |

|              | 8 april 2012 | Central Coast Mariners                  | 2 – 3           | Brisbane Roar                                                 | Bluetongue Stadium                                            |                                                               |
| 17:00 UTC+10 | 17:00 UTC+10 | Patrick Zwaanswijk 29′ Adam Kwasnik 32′ | (2 – 2) Rapport | 2′ Thomas Broich 26′ Mitch Nichols 68′ Henrique Andrade Silva | Gosford, New South Wales Publik: 9 846 Domare: Jarred Gillett | Gosford, New South Wales Publik: 9 846 Domare: Jarred Gillett |
| 17:00 UTC+10 | 17:00 UTC+10 |                                         |                 |                                                               | Gosford, New South Wales Publik: 9 846 Domare: Jarred Gillett | Gosford, New South Wales Publik: 9 846 Domare: Jarred Gillett |
| 17:00 UTC+10 | 17:00 UTC+10 |                                         |                 |                                                               | Gosford, New South Wales Publik: 9 846 Domare: Jarred Gillett | Gosford, New South Wales Publik: 9 846 Domare: Jarred Gillett |

Brisbane Roar avancerade till final med det ackumulerade slutresultatet 5–2, Central Coast Mariners gick till den inledande finalen.
Minor
| SFV1         | 30 mars 2012 | Wellington Phoenix                                  | 3 – 2           | Sydney                 | Westpac Stadium                               |                                               |
| 20:00 UTC+13 | 20:00 UTC+13 | Tim Brown 47′ Ben Sigmund 80′ Paul Ifill 86′ (str.) | (0 – 0) Rapport | 81′, 84′ Joel Chianese | Wellington Publik: 10 019 Domare: Chris Beath | Wellington Publik: 10 019 Domare: Chris Beath |
| 20:00 UTC+13 | 20:00 UTC+13 |                                                     |                 |                        | Wellington Publik: 10 019 Domare: Chris Beath | Wellington Publik: 10 019 Domare: Chris Beath |
| 20:00 UTC+13 | 20:00 UTC+13 |                                                     |                 |                        | Wellington Publik: 10 019 Domare: Chris Beath | Wellington Publik: 10 019 Domare: Chris Beath |

Wellington Phoenix avancerade till semifinalvecka 2.
| SFV1        | 1 april 2012 | Perth Glory                  | 3 – 0           | Melbourne Heart | nib Stadium                                                    |                                                                |
| 17:00 UTC+8 | 17:00 UTC+8  | Shane Smeltz 65′, 72′, 90+2′ | (0 – 0) Rapport |                 | Perth, Western Australia Publik: 12 600 Domare: Jarred Gillett | Perth, Western Australia Publik: 12 600 Domare: Jarred Gillett |
| 17:00 UTC+8 | 17:00 UTC+8  |                              |                 |                 | Perth, Western Australia Publik: 12 600 Domare: Jarred Gillett | Perth, Western Australia Publik: 12 600 Domare: Jarred Gillett |
| 17:00 UTC+8 | 17:00 UTC+8  |                              |                 |                 | Perth, Western Australia Publik: 12 600 Domare: Jarred Gillett | Perth, Western Australia Publik: 12 600 Domare: Jarred Gillett |

Perth Glory avancerade till semifinalvecka 2.
| SFV2        | 7 april 2012 | Perth Glory                                              | 0000 3 – 2 (e.fl.) | Wellington Phoenix                   | nib Stadium                                                 |                                                             |
| 17:30 UTC+8 | 17:30 UTC+8  | Bas van den Brink 12′ Billy Mehmet 71′ Todd Howarth 111′ | (1 – 0) Rapport    | 46′ Chris Greenacre 54′ Manny Muscat | Perth, Western Australia Publik: 13 695 Domare: Peter Green | Perth, Western Australia Publik: 13 695 Domare: Peter Green |
| 17:30 UTC+8 | 17:30 UTC+8  |                                                          |                    |                                      | Perth, Western Australia Publik: 13 695 Domare: Peter Green | Perth, Western Australia Publik: 13 695 Domare: Peter Green |
| 17:30 UTC+8 | 17:30 UTC+8  |                                                          |                    |                                      | Perth, Western Australia Publik: 13 695 Domare: Peter Green | Perth, Western Australia Publik: 13 695 Domare: Peter Green |

Perth Glory avancerade till den inledande finalen.

### Inledande final
|              | 14 april 2012 | Central Coast Mariners                                       | 0000 1 – 1 (e.fl.)         | Perth Glory                                                      | Bluetongue Stadium                                              |                                                                 |
| 16:00 UTC+10 | 16:00 UTC+10  | Adam Kwasnik 34′                                             | (1 – 1) Rapport            | 37′ Shane Smeltz                                                 | Gosford, New South Wales Publik: 7 572 Domare: Strebre Delovski | Gosford, New South Wales Publik: 7 572 Domare: Strebre Delovski |
| 16:00 UTC+10 | 16:00 UTC+10  |                                                              |                            |                                                                  | Gosford, New South Wales Publik: 7 572 Domare: Strebre Delovski | Gosford, New South Wales Publik: 7 572 Domare: Strebre Delovski |
| 16:00 UTC+10 | 16:00 UTC+10  | Daniel McBreen Alex Wilkinson Mathew Ryan Michael McGlinchey | Straffsparksläggning 3 – 5 | Shane Smeltz Billy Mehmet Liam Miller Dean Heffernan Jacob Burns | Gosford, New South Wales Publik: 7 572 Domare: Strebre Delovski | Gosford, New South Wales Publik: 7 572 Domare: Strebre Delovski |

Central Coast Mariners avancerade final.

### Grand Final
|              | 22 april 2012 | Brisbane Roar                    | 2 – 1           | Perth Glory             | Suncorp Stadium                                           |                                                           |
| 16:00 UTC+10 | 16:00 UTC+10  | Besart Berisha 84′, 90+4′ (str.) | (0 – 0) Rapport | 51′ (sjm.) Ivan Franjic | Brisbane, Queensland Publik: 50 334 Domare: Jared Gillett | Brisbane, Queensland Publik: 50 334 Domare: Jared Gillett |
| 16:00 UTC+10 | 16:00 UTC+10  |                                  |                 |                         | Brisbane, Queensland Publik: 50 334 Domare: Jared Gillett | Brisbane, Queensland Publik: 50 334 Domare: Jared Gillett |
| 16:00 UTC+10 | 16:00 UTC+10  |                                  |                 |                         | Brisbane, Queensland Publik: 50 334 Domare: Jared Gillett | Brisbane, Queensland Publik: 50 334 Domare: Jared Gillett |

## Statistik

### Skytteligan
| Rank | Spelare                | Lag                   | Mål |
| ---- | ---------------------- | --------------------- | --- |
| 1    | Besart Berisha         | Brisbane Roar         | 21  |
| 2    | Shane Smeltz           | Perth Glory           | 17  |
| 3    | Carlos Hernández       | Melbourne Victory     | 10  |
| 3    | Mitch Nichols          | Brisbane Roar         | 10  |
| 5    | Eli Babalj             | Melbourne Heart       | 9   |
| 5    | Jeremy Brockie         | Newcastle United Jets | 9   |
| 5    | Ryan Griffiths         | Newcastle United Jets | 9   |
| 8    | Bruno Cazarine         | Sydney                | 8   |
| 8    | Henrique Andrade Silva | Brisbane Roar         | 8   |
| 8    | Paul Ifill             | Wellington Phoenix    | 8   |
| 8    | Harry Kewell           | Melbourne Victory     | 8   |
| 8    | Sergio van Dijk        | Adelaide United       | 8   |

### Publiksiffror
Tabellen nedan listar de 5 högsta publiksiffrorna under säsongen.
| Publiksiffra | Omgång      | Datum            | Hemmalag          | Resultat | Bortalag          |
| ------------ | ----------- | ---------------- | ----------------- | -------- | ----------------- |
| 50 334       | Grand Final | 22 april 2012    | Brisbane Roar     | 2–1      | Perth Glory       |
| 40 351       | 1           | 8 oktober 2011   | Melbourne Victory | 0–0      | Sydney            |
| 39 309       | 3           | 22 oktober 2011  | Melbourne Victory | 0–0      | Melbourne Heart   |
| 26 579       | 12          | 23 december 2011 | Melbourne Heart   | 3–2      | Melbourne Victory |
| 26 395       | 18          | 4 februari 2012  | Melbourne Heart   | 0–0      | Melbourne Victory |